# Calydonella lisa
Calydonella lisa là một loài bọ cánh cứng trong hhọ Tenebrionidae. Loài này được Doyen miêu tả khoa học đầu tiên năm 1995.